# Neues Gymnasium Oldenburg

Musenhof

1958 wurde das Neue Gymnasium Oldenburg (Abkürzung NGO) in der Nähe des Pferdemarktes und der Innenstadt Oldenburgs als
neusprachliches Gymnasium innerhalb des Schulzentrums Alexanderstraße gegründet. Erster Schulleiter war Heinz Pfeiffer. Derzeitiger Schulleiter ist Carsten Willms.

## Angebot
Das NGO ist ein allgemeinbildendes, öffentliches Gymnasium für Jungen und Mädchen mit den Jahrgangsstufen 5 bis 13. Pro Schuljahr wird das NGO im Durchschnitt von 1000 Schülerinnen und Schülern besucht, die von etwa 80 Lehrkräften unterrichtet werden. Die Jahrgänge 5 bis 11 bestehen aus vier Klassen. Die Jahrgänge 12 und 13 werden in Grund- und Prüfungskursen und Kursen auf erhöhtem Niveau unterrichtet.
Sechs Fremdsprachen können in unterschiedlichen Kombinationen gewählt werden: Englisch, Französisch, Russisch, Latein, Niederländisch und Spanisch. Englisch-bilingualer Unterricht wird ab Klasse 5 angeboten. Je nach Jahrgangsstufe werden Sport, Erdkunde, Musik oder Geschichte in englischer Sprache unterrichtet. Als einzige Schule im Bezirk Weser-Ems bietet das NGO Russisch als zweite Pflichtfremdsprache an. Ein russischer Abend belegt einmal im Jahr die vielfältigen Ergebnisse des Russischunterrichts.
Des Weiteren wird seit dem Schuljahr 2008/2009 für die 10. und 11. Klassen ein Grundkurs „Darstellendes Spiel“ als Ersatz für Kunst oder Musik oder als Wahlfach angeboten.
Internationale Partnerschaften bestehen mit Cholet (Frankreich), Woronesch (Russland), Groningen (Niederlande) und Valencia (Spanien).
Der Unterricht findet in vielen Klassen- und Fachräumen statt, naturwissenschaftliche Fächer werden in gut ausgestatteten und jüngst renovierten Räumen unterrichtet.
Am Neuen Gymnasium existieren viele Projekte und Arbeitsgemeinschaften, mehrfach ausgezeichnet wurde u. a. das Projekt „Sokrates Comenius“. In jedem Jahr finden mehrtägige Projekttage statt. Vor Jahren wurde die Bibliothek „BiNGO“ (Bibliothek im NGO) eingerichtet.
Traditionell werden in jedem Schuljahr zahlreiche Veranstaltungen wie die „NGO-Promenade“, das „Literaturcafé“ oder verschiedene Konzerte angeboten.
2011 wurde das neue Mensagebäude eröffnet, das auch einen Computerraum und einen Erdkunderaum beherbergt. 2021 wurde die neue Pausenhalle eröffnet.

## Bekannte Absolventen
- Abitur 1969: Jens Frahm, Biophysiker und Physikochemiker
- Abitur 2000: Boris Herrmann, Segelsportler und Umweltaktivist
- Abitur 2006: Dennis Rohde, Politiker (SPD)
- Abitur 2014: Leo Weinkauf, Fußballspieler (Hannover 96)
- Abitur 2019: Toni Reinemann, Handballspielerin (VfL Oldenburg)